# Bylička
Bylička, rusky Быличка, je v ruské lidové slovesnosti o setkání s mytickými bytostmi, jako jsou například přízraky nebo lesní a vodní duchové, který je chápán jako pravdivý. Byličky zůstaly součástí živé ruské lidové tradice ještě na počátku 21. století, na rozdíl od pohádek, bylin a legend, které tento statut ztratily. Od byličky se liší pohádka (ска́зка skazka), která je chápána jako příběh fiktivní.
Termín v tomto smyslu pochází od bratrů B. a J. Sokolovových, kteří jej počali používat na počátku 20. století. Stále však byl vedle výrazů bylička užíván výraz byvalščina, označující skutečnou událost. O rozlišení obou výrazů se pokusila E. Pomeranceva, která definovala byličku jako pověrečný memorát o setkání s nadpřirozenem, zatímco byvalščinu jako fabulát se zřetelným příběhem.
Termín bylička lze srovnat s termínem démonologická či pověrečná pověst užívaným v českém prostředí.